# Gartan
Gartan (Iers: Gartán) is een parochie in het Ierse graafschap Donegal. De streek dankt zijn bekendheid aan het feit dat de Ierse heilige Colum Cille hier in de zesde eeuw werd geboren.